# Уду
Уду е африкански музикален перкусионен инструмент от групата на идиофонните инструменти, произхождащ от етническите групи игбо и хауса в Нигерия. На техния език думата „уду“ означава „мир“ или „съд“.
Инструментът всъщност представлява гърне за вода с допълнителен отвор отстрани. На него се свири с церемониална цел от жени. Уду обикновено се правят от глина и камък.
Звукоизвличането става с удари с ръка по отвора в средата на инструмента и по самия корпус. Бързият удар по отвора произвежда уникален басов звук. По целия корпус може да се удря и с пръсти. Уду има басов бълбукащ звук, напомнящ на разливаща се вода. В наши дни уду се използва широко от перкусионисти в различни музикални стилове. Използва се често заедно с индийския инструмент табла.
Уду е едновременно аерофон и идиофон.